# Fürstenhaus Herrenhausen-Museum

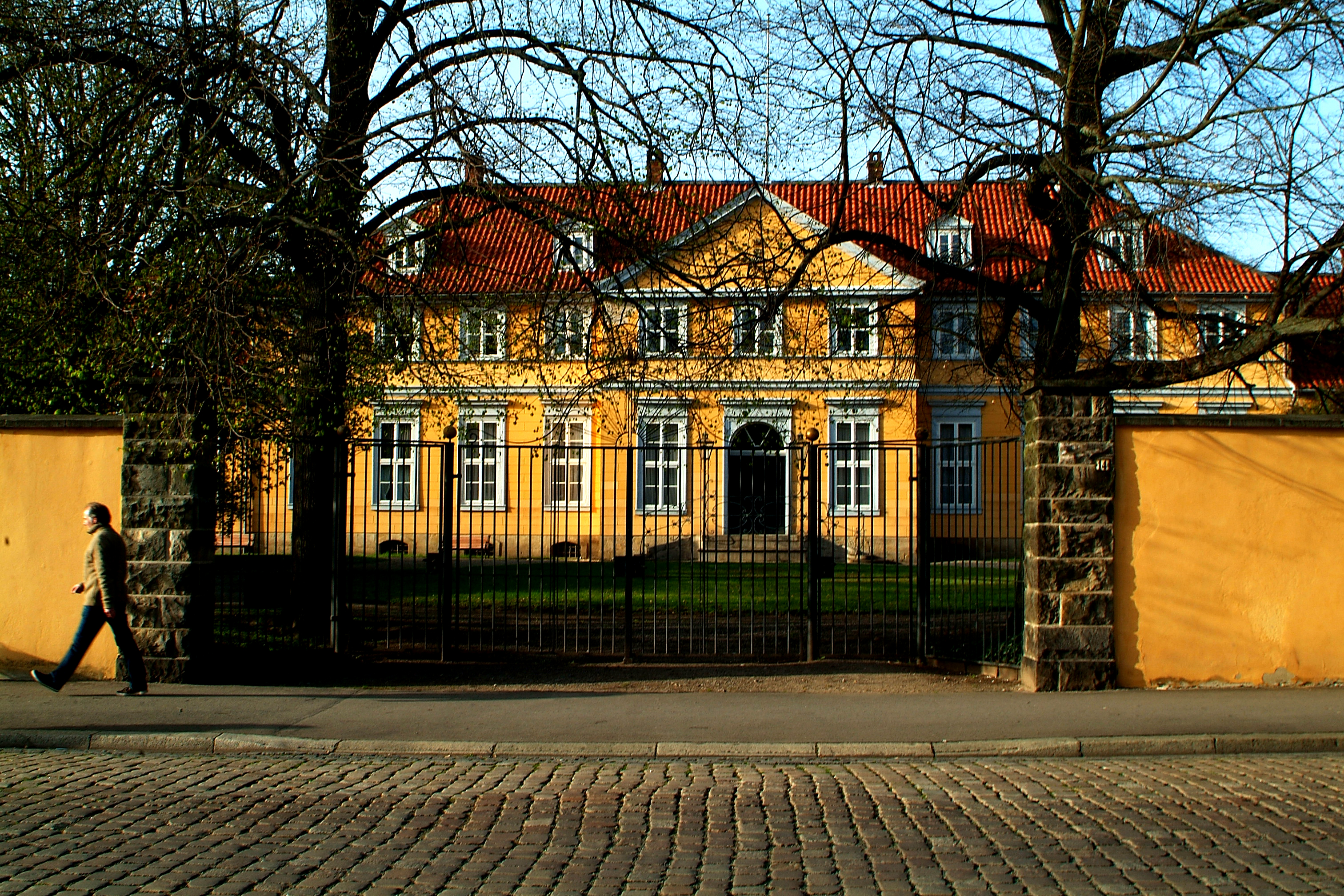
Blick auf das Palais von der Alten Herrenhäuser Straße aus

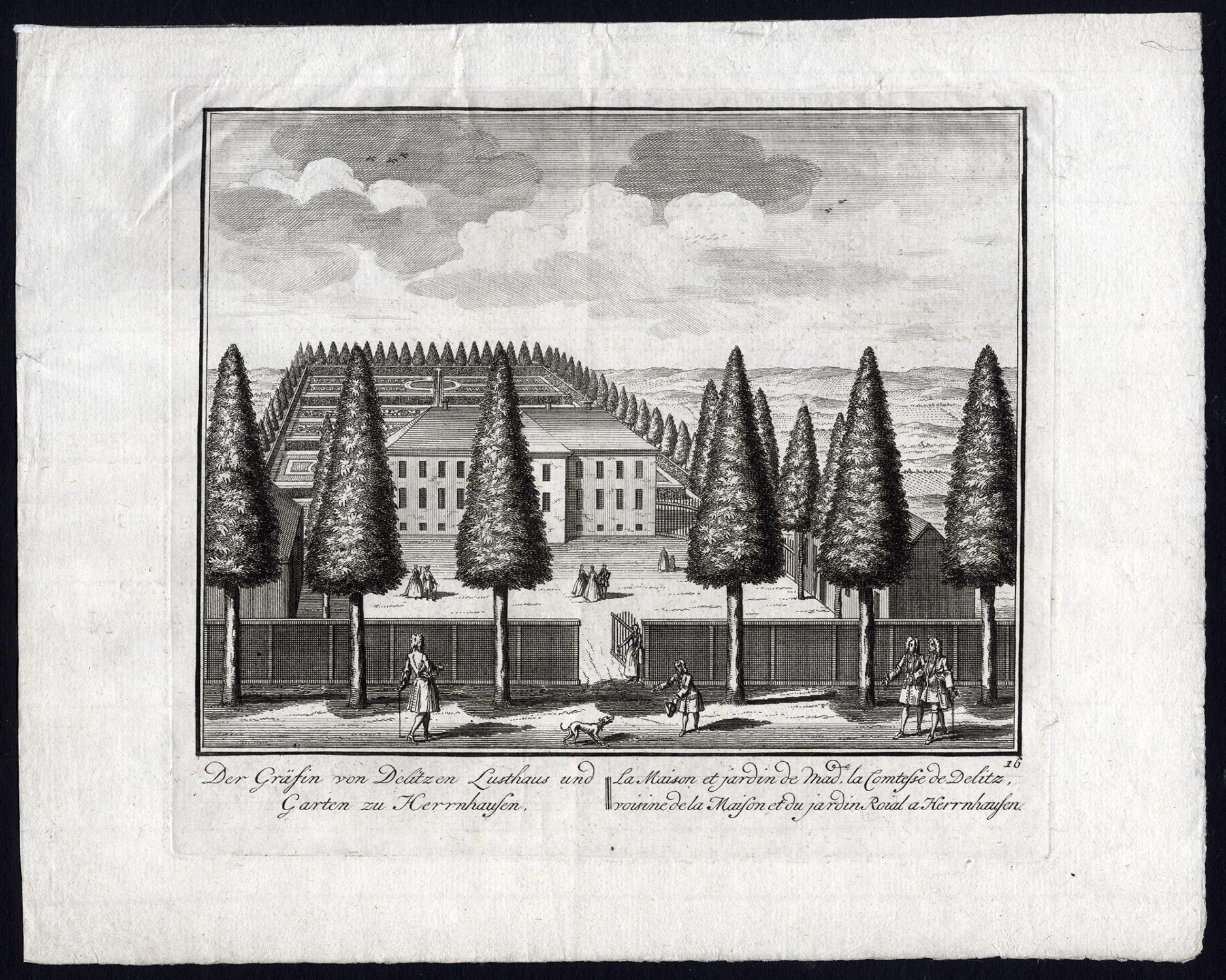
„Der Gräfin von Delitz'en Lusthaus und Garten zu Herrnhausen“;
Kupferstich Nr. 16 von Joost van Sasse nach Johann Julius Müller, verlegt 1725 bei Peter Schenk dem Jüngeren in Amsterdam

Das Fürstenhaus Herrenhausen-Museum in Hannover-Herrenhausen ist ein Palais im Besitz der Welfenfamilie, das von 1955 bis 2011 als Museum genutzt wurde. Das denkmalgeschützte Palais, das lange Zeit auch für Veranstaltungen gebucht werden konnte, zeigte im Erdgeschoss Möbel, Gemälde, Porzellan und Skulpturen. Seit 2011 ist es für die Öffentlichkeit geschlossen.

## Ausstattung (Auswahl)

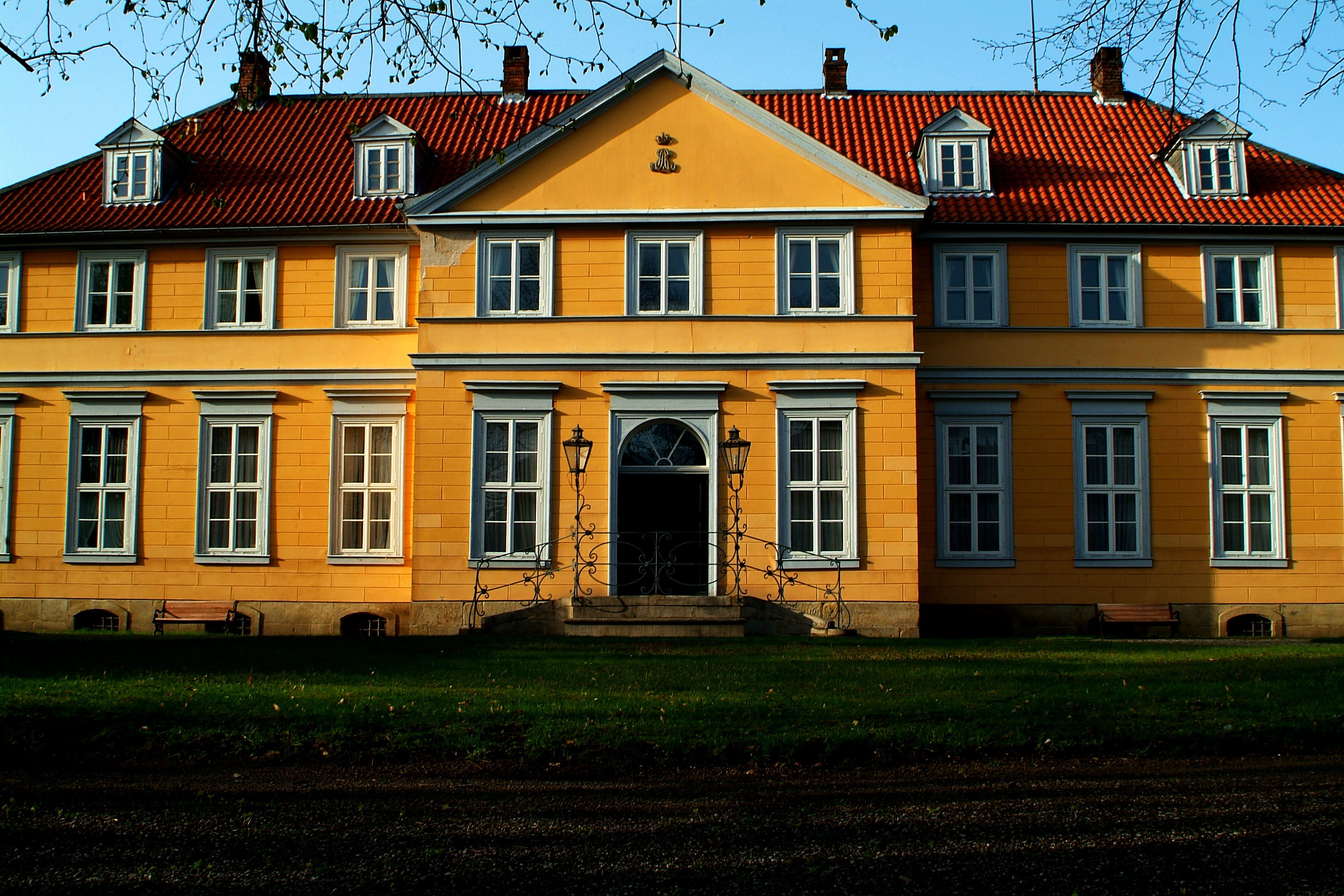
Das 1846/65 von Schuster klassizistisch umgestaltete Fürstenhaus

- In dem Gebäude hat sich die ursprüngliche Dekoration teilweise erhalten. Am Vestibül vor dem Mittelrisalit[2] findet sich die Deckenmalerei von 1721 mit der Darstellung der Juno auf Wolken mit Pfau und Putto.[4]
- Das Fürstenhaus Herrenhausen-Museum ist mit kostbaren Möbeln, kleineren Preziosen, Skulpturen, Graphiken[5] und Porzellan ausgestattet.[4]
- In den zehn herrschaftlich eingerichteten Wohnräumen finden sich unter anderem ein Spielzimmer mit beschnitzten Möbeln aus dem 17. Jahrhundert,[5]
- sowie eine Sitzgruppe von Königin Marie.[5]
- Die Ölgemälde zeigen vor allem Porträts aus dem 17. und 18. Jahrhundert von Angehörigen des Hauses Braunschweig-Lüneburg sowie Landschaftsmalereien aus der Zeit um 1750. Sie stammen zumeist aus den Schlössern in Herrenhausen, Schloss Blankenburg im Harz, dem Welfenschloss Herzberg und dem Schloss Marienburg bei Pattensen.[5]
- Kulturgeschichtlich bedeutsam ist insbesondere die Herzberger Jagdtapete, eine Gruppe großformatiger Ölgemälde mit den vier Herzberger Brüdern: Sie kam 1708 nach Hannover und hing zunächst im Falkenzimmer von Schloss Herrenhausen.[5]

## Geschichte
Das Fachwerkgebäude wurde 1721 erbaut im Auftrag von König Georg I. von Großbritannien, zugleich Kurfürst von Braunschweig-Lüneburg. Der König ließ das Palais für seine Tochter Louise von Delitz errichten, eine von drei Töchtern, die aus der Beziehung Georgs I. mit seiner Mätresse Melusine Gräfin von der Schulenburg hervorgingen. Das Delitzsche Palais wechselte in den folgenden Jahrzehnten mehrfach den Besitzer, und wurde durch verschiedene Adelsfamilien genutzt.

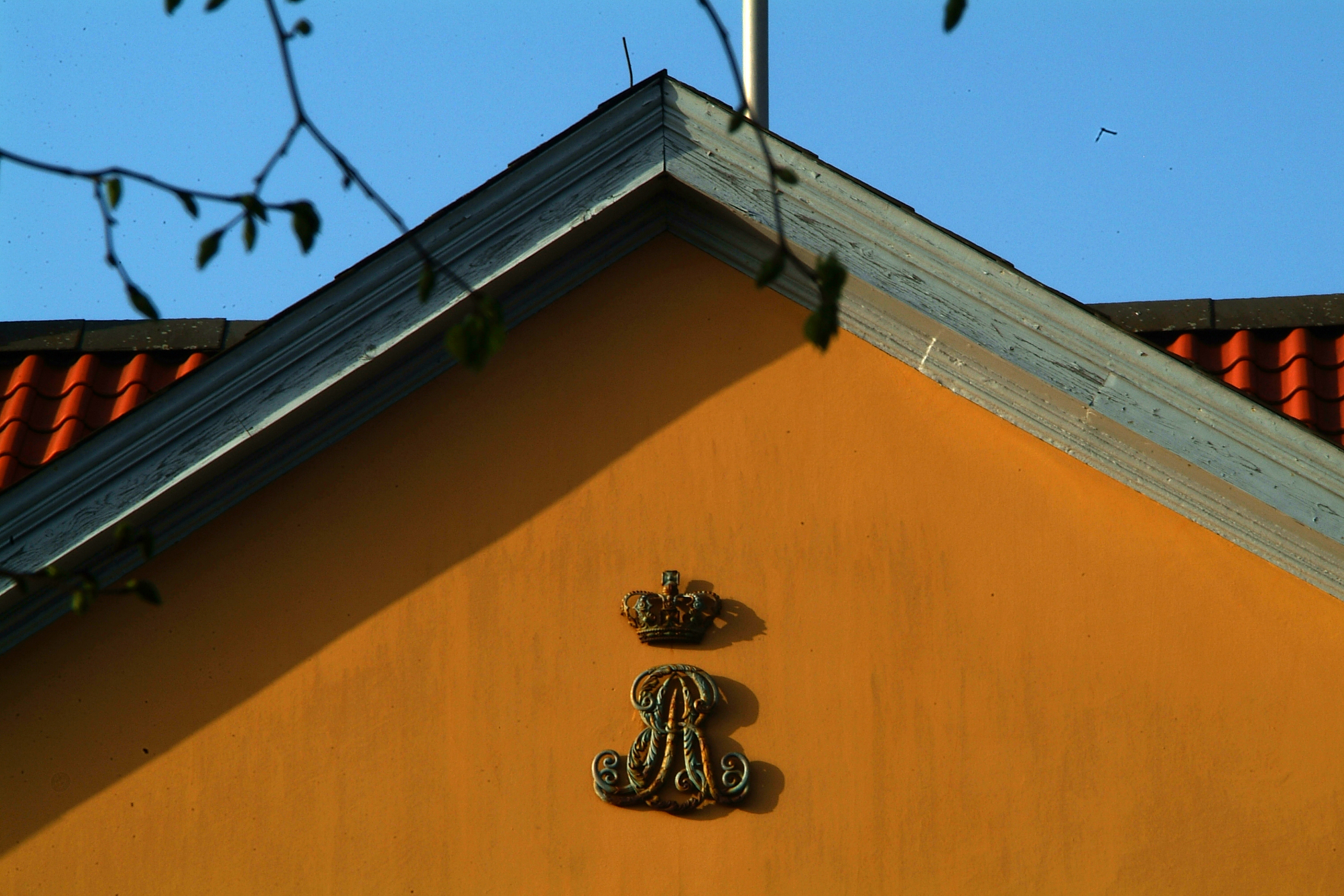
Monogramm GR für Georg Rex mit Krone

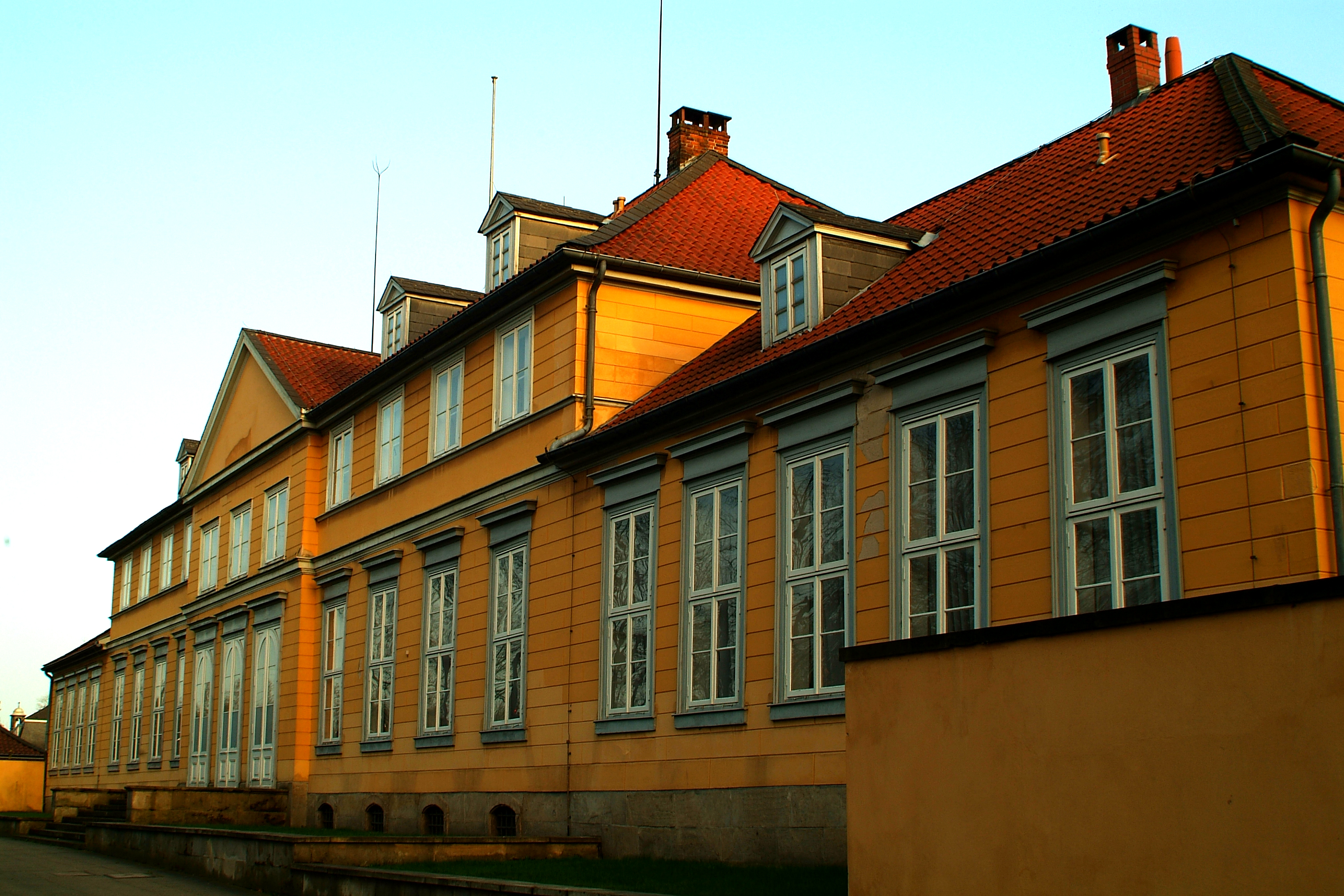
Blick von der Herrenhäuser Straße, zuvor die ehemals barocke Gartenseite

„Wohl 1770 wurde das ursprünglich neunachsige, zweigeschossige Lusthaus erweitert und mit Mittelrisaliten und niedrigeren Seitenflügeln versehen“. Aus dieser Zeit stammt „vermutlich auch die gärtnerische Gestaltung des Hofes der U-förmigen Anlage“ als kleine Barockanlage, möglicherweise durch Ernst August Charbonnier für den Kammerherrn von Wallmoden. 1836 gelangte das Gebäude wieder in den Besitz der Krone, um als fürstliches Gästehaus hergerichtet zu werden. 1864/65 – kurz vor dem Ende des Königreichs Hannover – wurde die Fassade umgestaltet durch den Architekten Georg Heinrich Schuster, der sich dabei an der durch Georg Ludwig Friedrich Laves konzipierten Umgestaltung von Schloss Herrenhausen orientierte: Schuster verkleidete das Fachwerkgebäude mit einem gelben Rustika-Verputz und versah es mit hölzernen Fenster- und Türrahmungen.
Im Jahr 1866 (Annexion des Königreichs Hannover durch Preußen) wurde im Fürstenhaus zunächst die Porträt-Sammlung des Hauses Hannover untergebracht.
1936 wurde der ehemals barock hergerichtete Garten, der schon 1852 in einen Nutzgarten umgestaltet worden war, durch die Anlage der neuen Herrenhäuser Straße abgetrennt. Seit 1984 befindet sich auf dem Gebiet des ehemaligen Gartens jenseits der Herrenhäuser Straße der Sitz der Evangelischen Kirche in Deutschland.
Das Fürstenhaus hat – anders als das Schloss Herrenhausen – die Luftangriffe auf Hannover im Zweiten Weltkrieg überstanden. Es wurde am 13. August 1955 als Herrenhausen-Museum eröffnet und erhielt nach einer umfangreichen Renovierung zur Wiedereröffnung am 10. Juli 1985 seinen heutigen Namen.

### Ende als Museum
2011 wurde das Museum vorerst geschlossen. Seither bewohnte der Welfenprinz Ernst August, ältester Sohn des derzeitigen Welfenchefs, das Fürstenhaus zunächst bei seinen regelmäßigen Besuchen aus London, nach seiner Heirat 2017 als Hauptwohnsitz mit seiner Familie. Wegen einer Renovierung in den 1980er Jahren mit giftigen Holzschutzmitteln muss es derzeit (2020) erneut saniert werden.